# Mirthios
Myrthios (Grieks: Μύρθιος) is een plaats op het Griekse eiland Kreta. De plaats telt 583 inwoners (census 2001).
De naam Myrthios zou afgeleid zijn van een plant, de 'mirsini'. De geschiedenis gaat minimaal terug tot 1577, toen het werd genoemd in een volkstelling. Het dorp ligt op de helling van een berg, een paar honderd meter boven Plakias en met uitzicht over de baai van Plakias en de Libische Zee.
De hoger gelegen gedeeltes van het dorp zijn gedeeltelijk verlaten en vervallen, aangezien het dagelijks leven van de bewoners zich meer en meer rond de doorgangsweg is gaan afspelen. Het plaatsje is geliefd bij dagtoeristen, die in een van de taverna's willen genieten van het uitzicht. Er zijn in het dorp ook op verschillende plaatsen appartementen te huur, van waaruit het uitzicht op de baai van Plakias prachtig is. Behalve van het toerisme leven de bewoners vooral van de olijvenoogst.
In de buurt van het dorp, bij de Kotsifoskloof, bevindt zich de ruïne van een watermolen.

## Bestuurlijk
Myrthios is een dorpsgemeenschap (kinotita) die behoort tot de deelgemeente (dimotiki enotita) Finikas van de fusiegemeente (dimos) Agios Vasileios, in de Griekse bestuurlijke regio (periferia) Kreta. Tot de dorpsgemeenschap Myrthios behoren Kalypso, Kambos, Kokkina Chorafia, Finix en het oostelijke deel van Plakias.

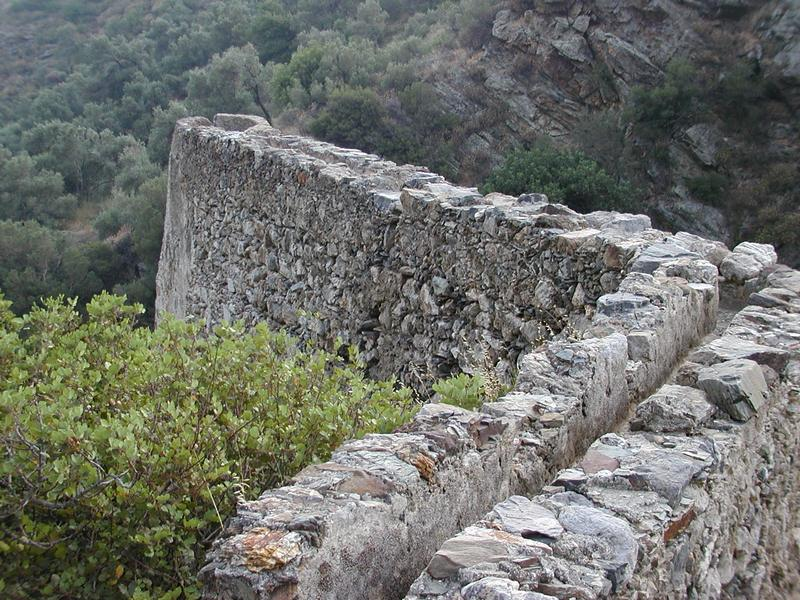
Ruïne van een watermolen
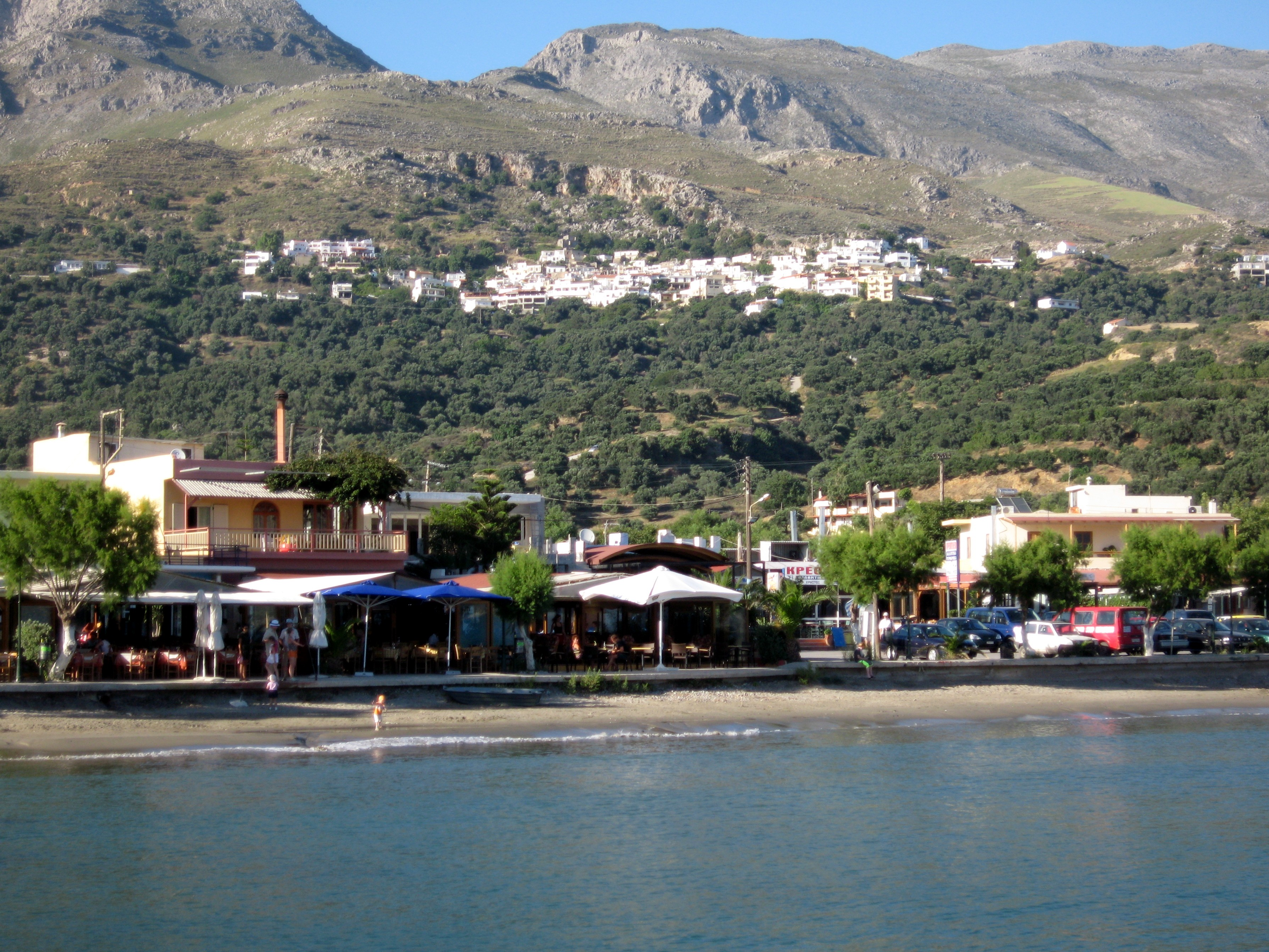
Myrthios met op de voorgrond Plakias